# Kostel svatého Jiří (Hradešín)
Kostel svatého Jiří v Hradešíně je římskokatolický filiální kostel úvalské farnosti. Objekt kostela pocházející snad již ze 12. století se nachází na návrší v centru středočeské obce Hradešín na Kolínsku. V současné podobě je unikátní směsí několika stavebních slohů a jednou z nejvýznamnějších památek středověké architektury na území středních Čech. Na seznam kulturních památek byl zapsán v roce 1965.
Nachází se v nadmořské výšce 399 m n. m. a věž jeho zvonice je tak zdaleka viditelná ze širého okolí.

## Historie

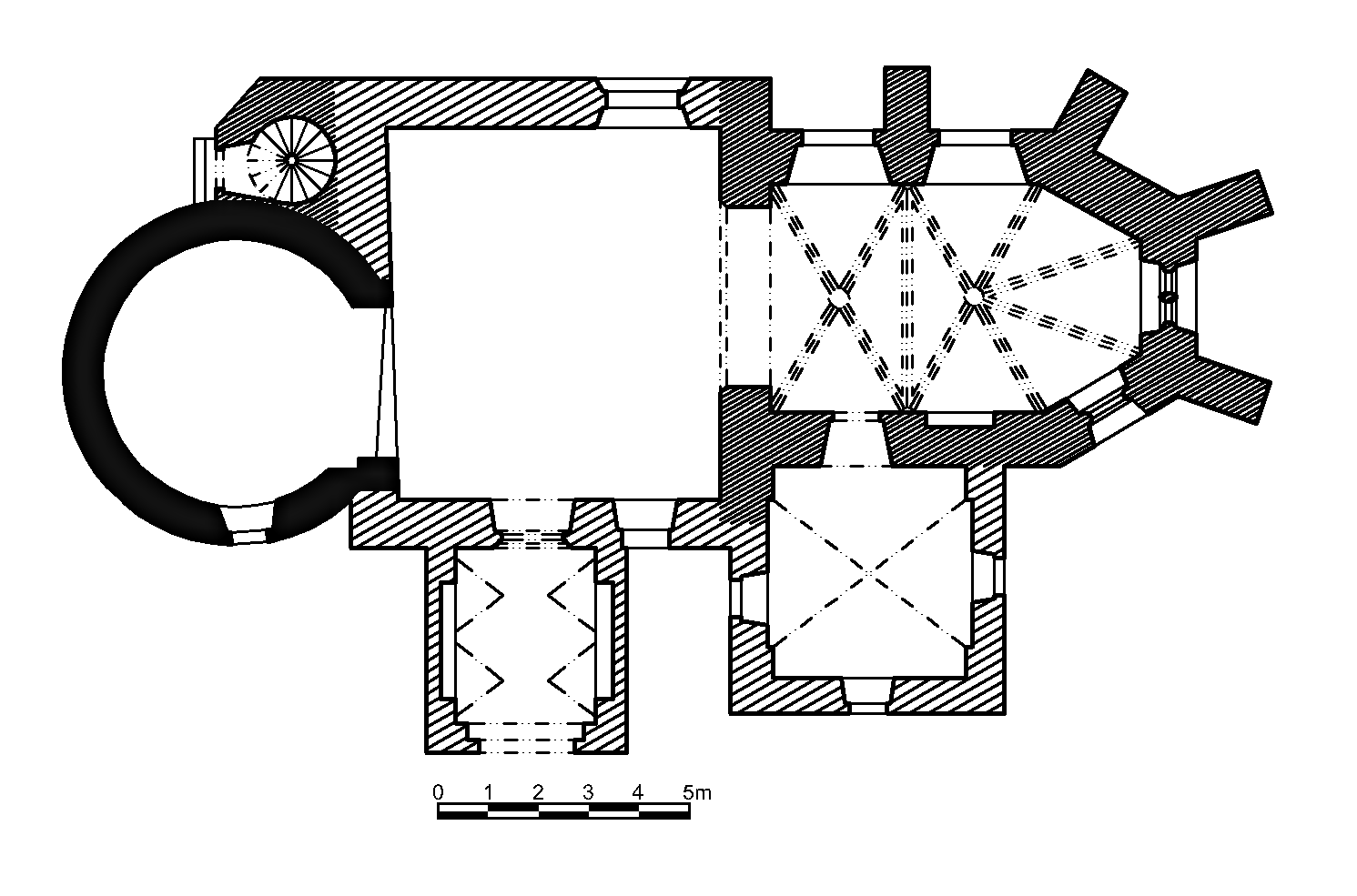
Půdorys kostela, stav v roce 1907

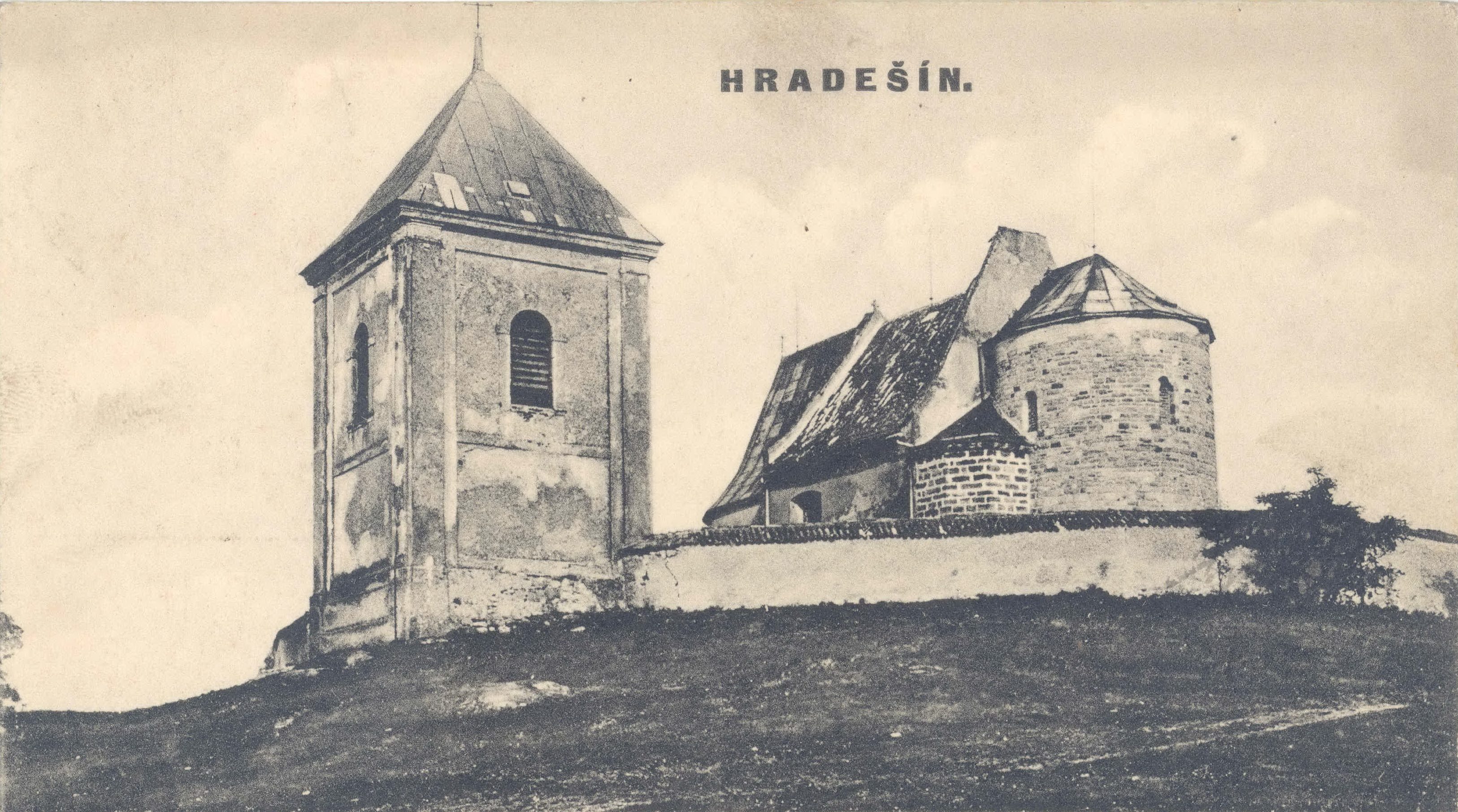
Dobová pohlednice z roku 1920

Základem dnešního kostela se stala jednoduchá románská rotunda umístěná zřejmě uvnitř opevněného panského dvorce. Jde o předpokládané údaje, neboť písemné dokumenty z nejstaršího období vývoje kostela chybějí. První písemná zmínka pochází až z roku 1367.
Patrně na objednávku patricijské rodiny Olbramoviců byl kostel dle výsledků dendrochronologického výzkumu krovu presbytáře po roce 1360 goticky přestavěn – k románské rotundě byla přistavěna nová čtvercová loď a kněžiště. Z této doby se zachoval zlomek vitráže žehnající ruky v křížové svatozáři z okna kněžiště, který je od roku 1906 uložen v Národním muzeu v Praze.
Po roce 1421 se kostel stal asi na dvě stě let utrakvistickým. V roce 1462 získal místní panství Čeněk z Klinštejna. Tento šlechtic se snažil kostel zabezpečit proti loupeživým nájezdům, a obklopila jej tak pozdně gotická hradební zeď se střílnami.
Další podobu kostela ovlivnili členové rodu Smiřických, do jejichž majetku panství přešlo v roce 1532. V roce 1557 tak například byla k jižní části lodi přistavěna předsíň s renesančním portálem, která se zachovala dodnes.
Po bitvě na Bílé Hoře byl zřejmě v roce 1624 na nátlak zakladatele knížecího rodu Lichtenštejnů Karla I. z Hradešína vypovězen poslední protestantský kněz. „Pro kritický nedostatek katolických duchovních“ byl kostel nicméně přifařen k Uhříněvsi, později ke Slušticím a nakonec k Tuklatům. Tamější faráři zde pak vykonávali duchovní správu po více než 100 let. Za třicetileté války kostel zřejmě poškodily vojenské nájezdy.
V roce 1734 obnovila hradešínskou farnost kněžna Marie Terezie Savojská. Téhož roku byl v blízkosti kostela vystavěn komplex barokních budov fary. Tento sloh ovlivnil i podobu kostela – k presbytáři byla záhy dostavěna barokní sakristie, v jeho těsné blízkosti vyrostla zvonice a výklenková kaple svatého Jiří v ohradní zdi hřbitova.
Poslední významnější úpravy kostel čekaly ve 2. polovině 19. století. Získal historizující mobiliář, k lodi byl připojen přístavek se schodištěm na kruchtu, roku 1897 byla necitlivě opravena středověká hřbitovní zeď – za své přitom vzala gotická vstupní brána a zbořena byla i barokní kaple sv. Jiří.
Dne 21. srpna 1905 byla hradešínská farnost na žádost obyvatel při příležitosti milénia založení obce povýšena pražským arcibiskupem Lvem Skrbenským z Hříště na děkanství, což bylo slavnostně vyhlášeno 8. září 1905. O pět let později byla ke zdi obklopující areál z kostela v Přišimasech přenesena renesanční kazatelna z roku 1575.

## 1907
V roce 1907 patřily pod děkanství obce: Hradešín, Škvorec, Doubek, Doubravčice, Horka, Masojedy, Přišimasy a Skřivany. Bylo zde celkem 3 032 katolíků, 66 příslušníků ostatních křesťanských církví, 21 občanů židovského vyznání a 16 osob bez vyznání.

## Bohoslužby
Bohoslužba se v kostele koná každou 3., 4. a 5. neděli v měsíci v 11.30.

## Fotogalerie

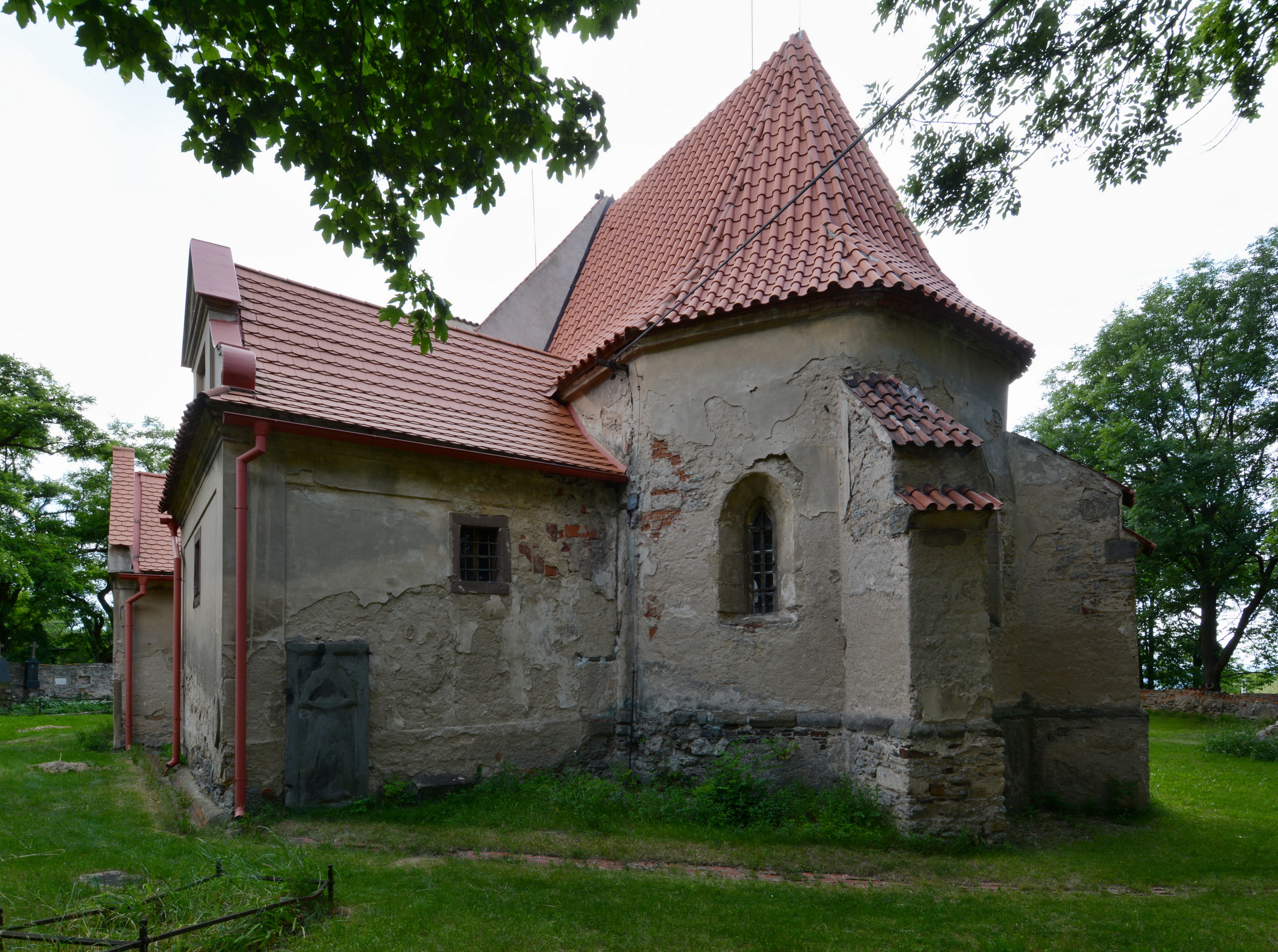
Pohled od jihovýchodu
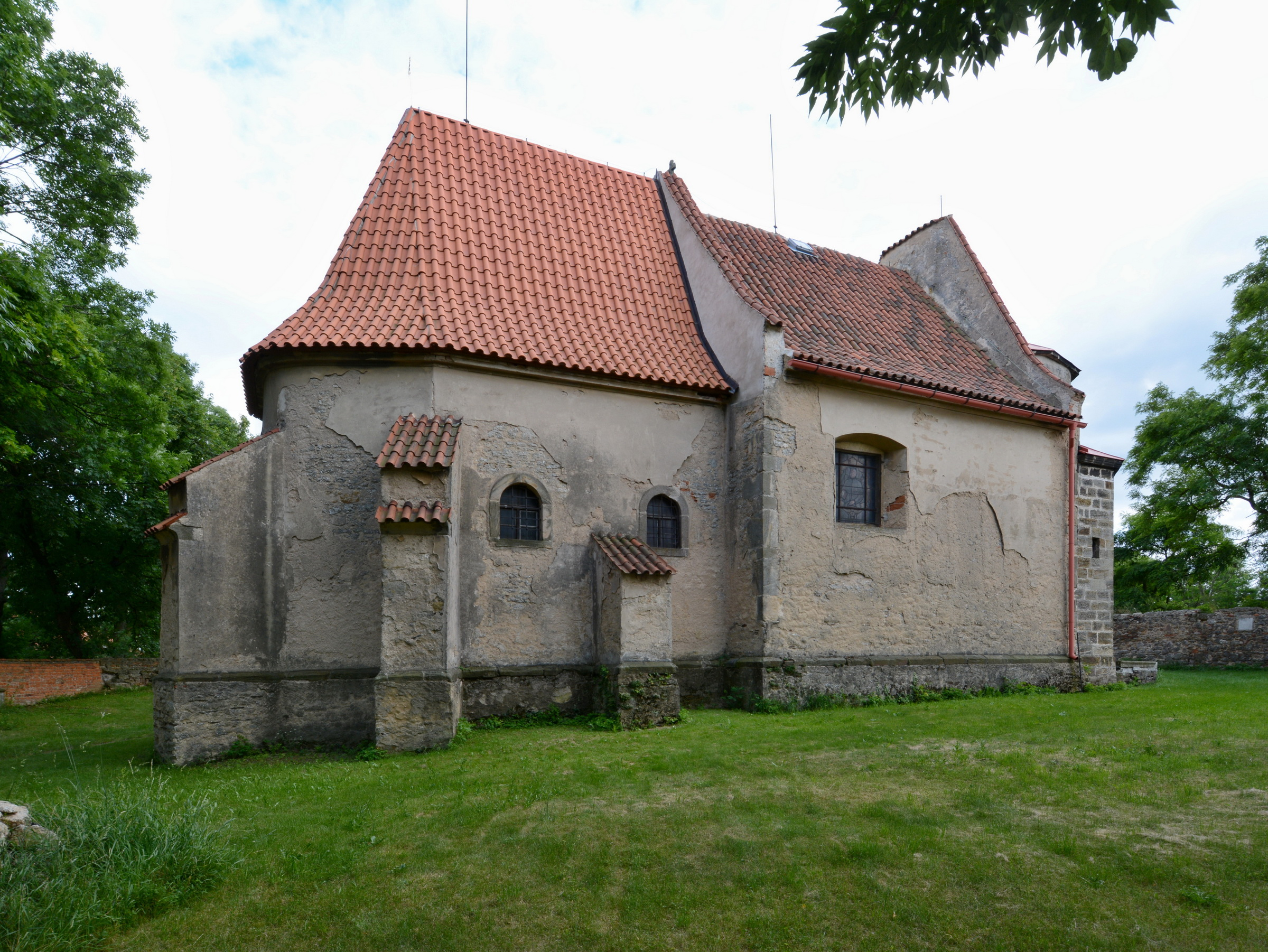
Pohled od severovýchodu
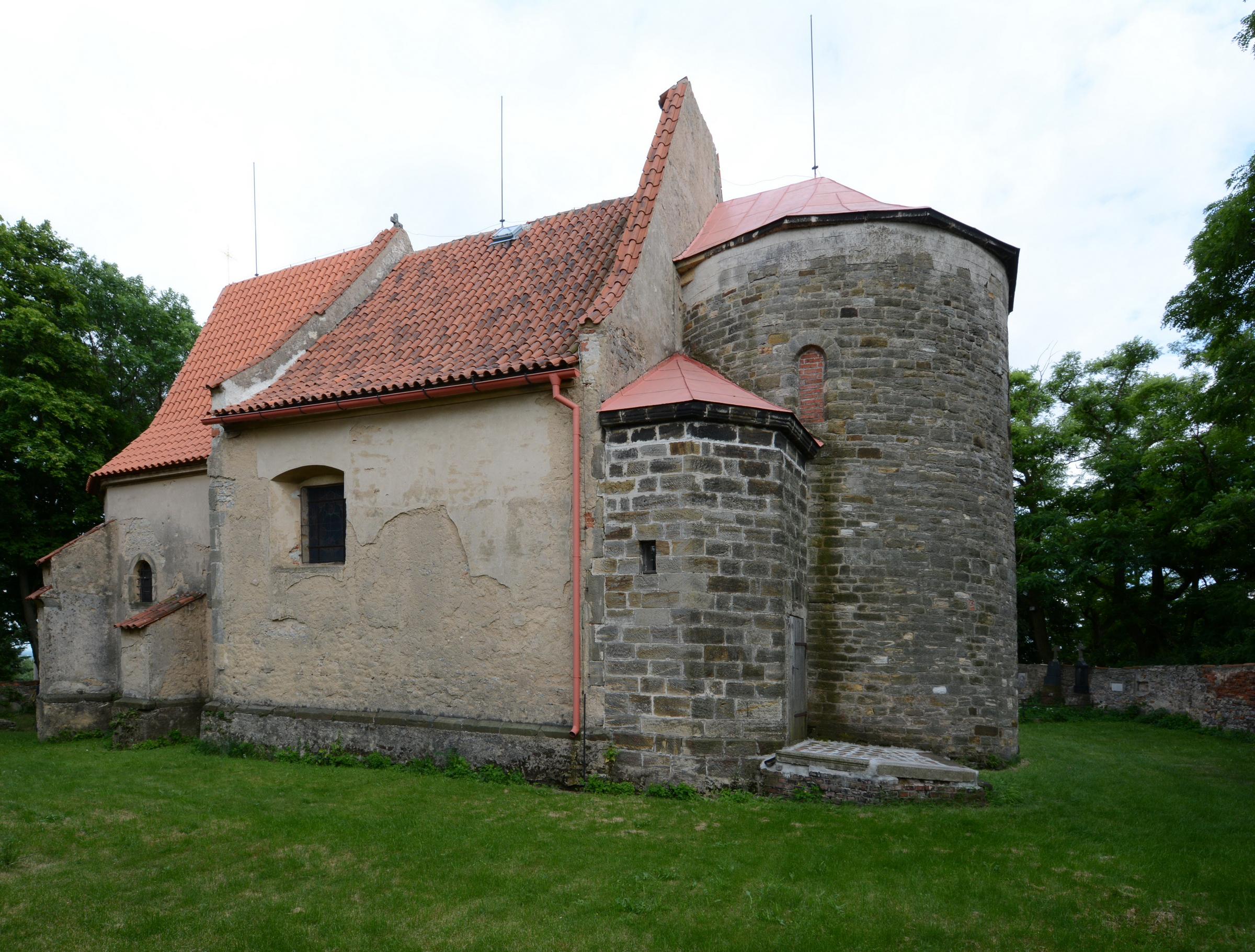
Pohled od severozápadu
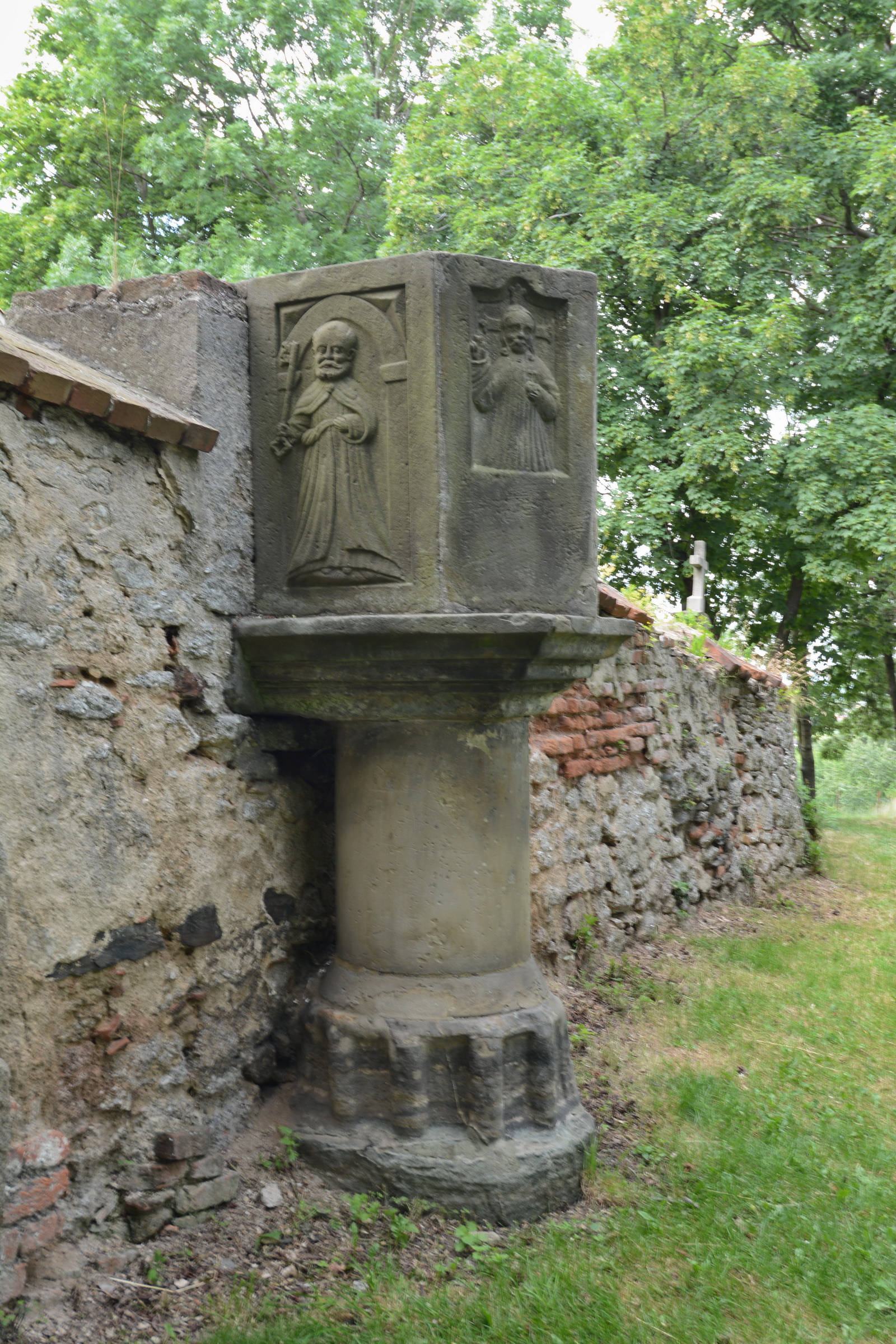
Renesanční kazatelna vně kostela
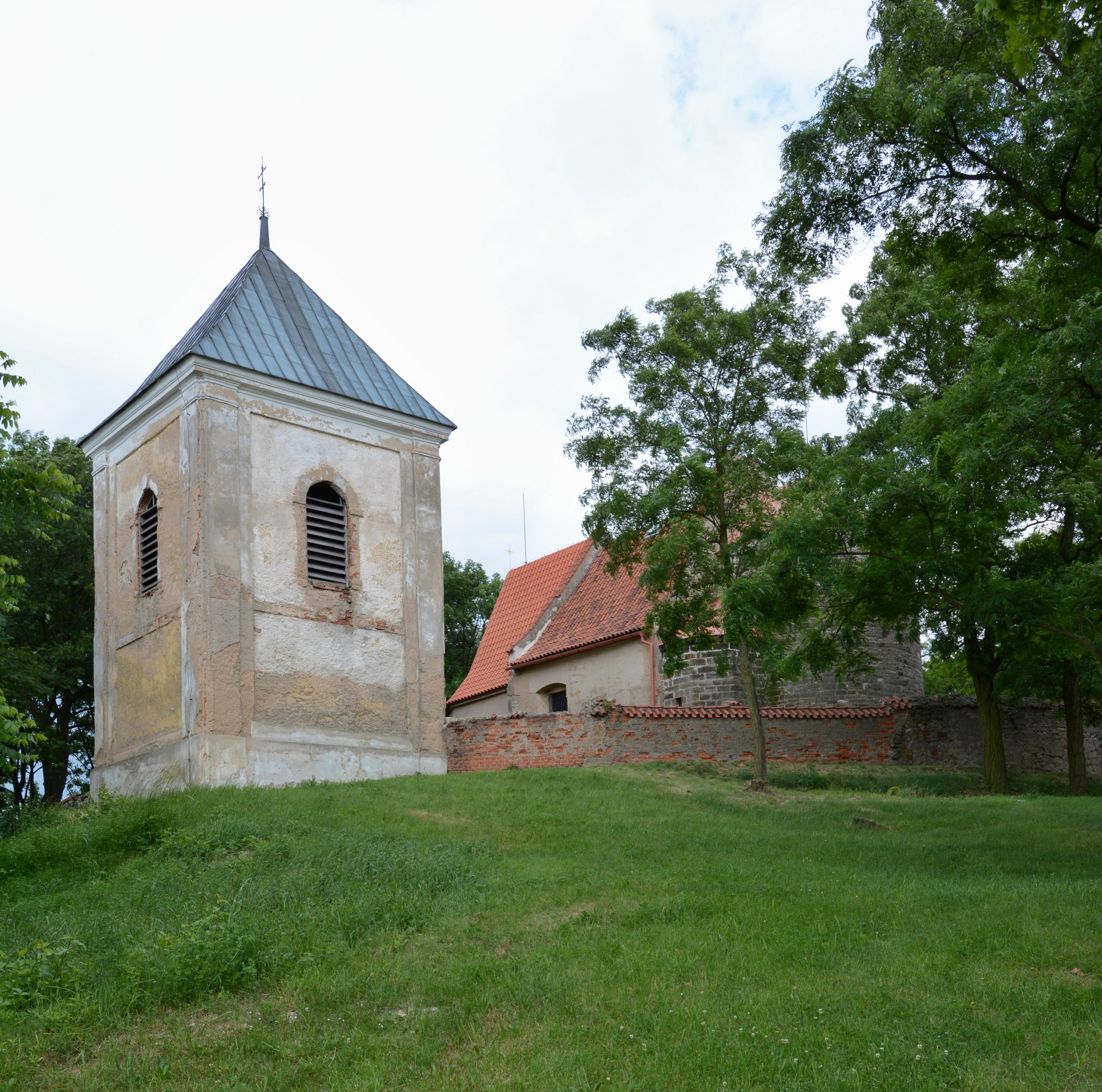
Samostatně stojící zvonice